# Ivan Damgård
Ivan Bjerre Damgård (født 17. april 1956) er en dansk kryptograf, professor på Institut for Datalogi på Aarhus Universitet og violinist.

## Uddannelse og karriere
Han læste matematik på Aarhus Universitet med bifag i musik og datalogi, hvor han blev færdig i 1983. Han påbegyndte herefter sit Ph.d.-studie i 1985 samme sted, og var undervejs på CWI i Amsterdam i 1987. Han færdiggjorde sin Ph.d. i maj 1988 med titlen Ubetinget beskyttelse i kryptografiske protokoller, og han har arbejdet på Aarhus Universitet siden. Damgård blev udnævnt til professor i 2005.
Han er bl.a. kendt for Merkle–Damgård konstruktion, der anvendes i de fleste moderne kryptografiske hashfunktioner (en) som SHA-1 og MD5. Han opdagede strukturen uafhængigt af Ralph Merkle (en) og udgav det i 1989.
Ivan Damgård er også en af grundlæggerne af virksomheden Cryptomathic (en).
Han modtog Villum Kann Rasmussens Årslegat i 2018.
I 2010 blev han udnævnt til IACR Fellow (en).

### Musikalsk karriere
Damgård er desuden en dygtig violinist, der spiller folkemusik.
Han blev udnævnt som en af landets Rigsspillemænd i 2014.
Han modtog prisen som Årets danske komponist for albummet Jydsk på næsen/ Spillemandsmessen ved Danish Music Awards Folk i 2007.